# Дук, Денис Владимирович
Дени́с Влади́мирович Дук (бел. Дзяніс Уладзіміравіч Дук; род. 29 мая 1977, Новополоцк, Витебская область, БССР) — белорусский историк, археолог, педагог, доктор исторических наук, профессор, ректор Могилёвского государственного университета имени А. А. Кулешова, член Центральной избирательной комиссии Республики Беларусь.

## Биография
Родился в городе Новополоцке Витебской области.
В 1999 году окончил историко-филологический факультет Полоцкого государственного университета по специальности «История» (выпуск первого набора на данную специальность в ПГУ) и остался работать в университете на кафедре истории и социологии.
Обучался в аспирантуре Института истории Национальной академии наук Беларуси. Там же в 2004 году защитил кандидатскую диссертацию «Материальная культура населения Полоцка XVI—XVIII вв.: по итогам археологического изучения».
В 2005—2013 годах — заведующий кафедрой отечественной и всеобщей истории Полоцкого государственного университета.
В 2011 году в Институте истории Национальной академии наук Беларуси защитил докторскую диссертацию на тему «Полоцк IX—XVIII вв.: возникновение, формирование и развитие».
C 2013 по 2017 годы — проректор по учебной работе Полоцкого государственного университета. Одновременно преподавал на кафедре истории и туризма историко-филологического (позже - гуманитарного) факультета.
28 сентября 2017 г. Президент Республики Беларусь дал согласие на назначение Д.В. Дука ректором Могилёвского государственного университета имени А. А. Кулешова.
Является автором более 100 научных и научно-методических публикаций, 2 учебных пособий и 3 монографий. Руководит подготовкой аспирантов.
С 2021 года — член Центральной избирательной комиссии Республики Беларусь. В марте 2023 года Дук и другие члены белорусского ЦИК попали в санкционный список США.

## Научные интересы
Осуществляет археологическое исследование Полоцка и территорий бывшей Полоцкой земли. Провел раскопки на древнем поселении в Освее Верхнедвинского района, городище около деревни Глоты Россонского района, могильниках около деревень Туржец и Городище Полоцкого района; исследовал погребальный склеп в деревне Янковичи Россонского района. Инициатор утвержденной Указом Президента Республики Беларусь постоянно действующей археологической экспедиции в Полоцке (2008—2015 гг.).
В результате его археологических исследований были открыты и внесены в список историко-культурных ценностей Республики Беларусь уникальные в европейском масштабе памятники археологии Беларуси  — древние городские посады (в частности, обширный Заполотский посад). В ходе исследований были установлены примерные границы Полоцка, уточнена площадь города (200 км2 , что больше площади древнего Киева) и его топография. Кроме того, установил примерную дату основания города и генезис образования государственности Полоцкого княжества, социальный статус определённых слоёв населения.

## Награды и признание
- 2008 г. — премия Витебского областного исполнительного комитета
- 2011 г. — Почетная грамота Министерства образования Республики Беларусь
- 2014 г. — премия Национальной академии наук Беларуси
- 2017 г. — медаль Франциска Скорины[5]